# Boscoso
Boscoso är en ort i Mexiko. Den är belägen i kommunen Elota och delstaten Sinaloa, i den centrala delen av landet, 900 km nordväst om huvudstaden Mexico City. Boscoso ligger 16 meter över havet och antalet invånare är 641.
Terrängen runt Boscoso är platt. Runt Boscoso är det ganska tätbefolkat, med 78 invånare per kvadratkilometer. Närmaste större samhälle är La Cruz, 15,5 km sydost om Boscoso. Trakten runt Boscoso består till största delen av jordbruksmark.
Savannklimat råder i trakten. Årsmedeltemperaturen i trakten är 25 °C. Den varmaste månaden är oktober, då medeltemperaturen är 29 °C, och den kallaste är januari, med 20 °C. Genomsnittlig årsnederbörd är 958 millimeter. Den regnigaste månaden är september, med i genomsnitt 343 mm nederbörd, och den torraste är april, med 1 mm nederbörd.